# 青州史氏
青州史氏（チョンジュサし、청주사씨）は、朝鮮の氏族の一つ。本貫は中華人民共和国山東省である。2015年の調査では、8,248人である。
始祖は、中国明の開国功臣である中国山東省出身の史繇である。
史繇は、明玉珍の反乱に加担していた疑いをかけられて長男の史重とともに1372年に高麗に亡命した。

## 集姓村
- 江原特別自治道洪川郡化村面長坪里
- 京畿道楊州市
- 京畿道坡州市月籠面葦田里[2]